# Nuoto ai Giochi della I Olimpiade - 100 metri stile libero
I 100 metri stile libero era una delle quattro gare del programma di nuoto dei Giochi della I Olimpiade di Atene del 1896.
Questa era la prima delle gare che si disputarono l'11 aprile 1896, nella baia di Zea, nelle acque nei pressi del Pireo; parteciparono a questa 10 nuotatori. I due contendenti provenienti dall'impero austro-ungarico si piazzarono nei primi due posti; non conosciamo i nomi di quattro dei nuotatori greci.

## Risultati
| Posizione | Atleta                                 | Paese       | Tempo  |
| --------- | -------------------------------------- | ----------- | ------ |
|           | Alfréd Hajós                           | Ungheria    | 1'22"2 |
|           | Otto Herschmann                        | Austria     | 1'22"8 |
| ?         | Geōrgios Anninos                       | Grecia      | ---    |
| ?         | Efstathios Chōrafas                    | Grecia      | ---    |
| ?         | Alexandros Chrisafos                   | Grecia      | ---    |
| ?         | Gardner Williams                       | Stati Uniti | ---    |
| ?         | Quattro atleti greci, nomi sconosciuti | Grecia      | ---    |